# Júlia Menéndez i Ortega
Júlia Menéndez i Ortega (Barcelona, 1 d'agost del 1985) és una exjugadora d'hoquei sobre herba.
Migcampista, es formà a la secció d'hoquei del Futbol Club Barcelona i debutà professionalment amb el Júnior FC el 2003, on jugà durant tota la seva carrera esportiva. També competí a la Lliga neerlandesa la temporada 2006-07 amb el MHC Laren. Amb l'equip cugatenc aconseguí diversos subcampionats de Lliga (2004-05, 2007-08 i 2008-09) i de la Copa de la Reina (2006 i 2010). Internacional amb la selecció espanyola en 115 ocasions, competí als Jocs Olímpics de Beijing 2008, finalitzant en setena posició. Es retirà al final de la temporada 2011-12.
Entre d'altres reconeixements, fou premiada amb un dels premis Ciutat de Sant Cugat per la seva participació als Jocs Olímpics de Beijing 2008 i la Federació Catalana de Hockey li atorga la Medalla de Bronze al Mèrit Esportiu el 2012.

## Palmarès
- 1 medalla d'argent al Campionat del Món d'hoquei sala: 2007